# Проект „Манхатън“
Проект „Манхатън“ (на английски: Manhattan Project) е кодовото название на проект за създаване на първите в света ядрени оръжия, осъществен в САЩ между 1942 и 1946 година със сътрудничеството на Великобритания и Канада. Ръководен е от Лесли Гроувс.
Всички дейности са се осъществявали под контрола на Инженерния корпус на Армията на САЩ, а самият проект е ръководен от ядрения физик Дж. Робърт Опенхаймер. В резултат на тези усилия през 1945 година са построени и взривени 3 атомни бомби. 2 от тях са плутониеви („Fat Man“ – в превод „Дебелака“ и „Тринити“), а последната е ураниева („Little Boy“ в превод – „Малчугана“). Проектът започва скромно през 1939, но нараства значително и повече от 130 000 души са назначени. Проектът струва на американското правителство 2 млрд. тогавашни щатски долара (около 23 млрд. долара за 2007 година). Повече от 90% от разходите се използват за построяването на фабрики и производство на делящ се материал и с по-малко от 10% за разработване и производство на оръжията. Изследванията и производството се извършват на повече от 30 места из Съединените щати, Обединеното кралство и Канада.
Два вида атомни бомби се разработват едновременно по време на войната: сравнително просто делящо се балистично оръжие и по-сложно изригващо ядрено оръжие. Химически еднакъв с най-често срещания изотоп, уран-238, и с почти същата маса, се оказва трудно двете да се разделят. Използвани са други три метода за обогатяване на урана: електромагнитен, газообразен и термичен. По-голямата част от тази работа е извършена в Клинтънския инженерски завод в Оук Ридж, Тенеси.
Успоредно с работата по урана е и усилието да се произведе плутоний. След като осъществимостта на първия изкуствен ядрен реактор в света е демонстрирана в Металургическата лаборатория в Чикаго, той проектира Графитен реактор X-10 в Оук Ридж и реактори в Ханфорд, Вашингтон, където уранът се облъчва и превръща в плутоний. Тогава плутоният се разделя химически от урана. Оръжието тип „Дебелака“ е разработено в съгласуван дизайн и разработка от лабораторията в Лос Амос.
Проектът също така се занимава със събиране на разузнавателни данни за германския проект за ядрено оръжие. Чрез Мисия „Алсос“ служителите на проекта „Манхатън“ служат в Европа, понякога зад вражеските линии, където събират ядрени материали и документи на германските учени. Командващи офицери са генерал Лесли Гроувс и полковник Борис Паш (Борис Фьодорович Пашовски), а научен ръководител – проф. Самуел Гоудсмит. Въпреки строгата сигурност на проекта на „Манхатън“, съветските атомни шпиони успешно проникват в програмата.
Първият ядрен опит, извършен от човека, е бомбата „Тринити“, взривена на 16 юли 1945 година край Аламогордо, Ню Мексико. На 6 август 1945 г. „Малчуганът“ е хвърлен над японското пристанище Хирошима, а на 9 август „Дебелакът“ е хвърлен над Нагасаки. В резултат на тези атомни бомбардировки загиват близо 400 000 души. След тях никога повече не е употребено ядрено оръжие срещу цивилно население.